# 25-й батальон шуцманшафта
25-й латышский батальон шуцманшафта «Абавас» (нем. 25. Lettische Batalion Schutzmannschaft «Abavas», латыш. 25. Abavas policijas bataljons) — охранное подразделение германской вспомогательной охранной полиции (нем. Schutzpolizei), действовавшее с марта 1942 по январь 1944 года, один из более чем 40 латышских полицейских батальонов.

## Формирование
Сформирован в марте 1942 года в Лиепае из латышских добровольцев. Батальон состоял из трёх рот трёхвзводного состава. Первоначальная численность — 466 человек (15 офицеров, 62 младших командира, 389 шуцманов). Вооружение — винтовки. Кроме того, на каждую роту приходилось по 1-2 пулемёта. Обмундирование — латвийская форма. Знаки различия — латвийские.
Командный состав: немецкий офицер надзора — гауптман охранной полиции Мев, командир батальона: батальонсфюрер Алуто, с июня 1942 года — батальонсфюрер Плискаусис, командир первой роты — цугфюрер Земгалс, второй роты — цугфюрер Яунлинис, третьей роты — цугфюрер Алутс.

## Служба
1 июля 1942 года батальон был направлен на Украину — поездом до Коростеня, а оттуда пешим маршем до Овруча. Там личный состав продолжил обучение. В сентябре батальон приступил к несению службы. Силы батальона были разделены следующим образом: Штаб батальона и третья рота — Овруч; два взвода первой роты — Скородное, третий взвод — Ельск; два взвода второй роты — Лельчицы, третья рота — Буйновичи.
В ноябре партизанами был уничтожен один из взводов первой роты. Остался в живых только один человек. Всего в батальоне на этот момент насчитывалось 422 человека личного состава.
В январе 1943 года батальон был переобмундирован в немецкую полевую полицейскую форму. Национальную принадлежность показывал шеврон латышских цветов.
5 мая 1943 года в батальон был влит 17-й латышский батальон шуцманшафта «Видземе».
В боях с партизанами объединённое подразделение понесло большие потери. Среди личного состава зрело недовольство, и в конце концов немецкому командованию было передано требование перевести батальон в состав «Латвийского легиона». В декабре 1943 года батальон был передислоцирован в Латвию, где в январе 1944 года влился в 2-й лиепайский полицейский полк.